# 克利爾萊克基斯 (加利福尼亞州)
克利爾萊克基斯（英語：Clear Lake Keys）是位於美國加利福尼亞州萊克縣的一個非建制地區。該地的面積和人口皆未知。

## 地理
克利爾萊克基斯的座標為39°01′15″N 122°39′45″W / 39.02083°N 122.66250°W，而該地的平均海拔高度為405米（即1329英尺）。